# Björnviktjärnen (Hammerdals socken, Jämtland)
Björnviktjärnen är en sjö i Strömsunds kommun i Jämtland och ingår i Ångermanälvens huvudavrinningsområde.